# We Will Take You With Us
Albums de Epica
The Phantom Agony
(2003) Consign To Oblivion
(2005)
We Will Take You With Us est un DVD d'Epica sorti en 2005.

## Pistes
1. Facade Of Reality (The Embrace That Smothers # V)
2. Sensorium
3. Illusive Consensus
4. Cry For The Moon (The Embrace That Smothers # IV)
5. The Phantom Agony
6. Seif Al Din (The Embrace That Smothers # VI)
7. Feint (Acoustic Version)
8. Run For A Fall (Acoustic Version)
9. Memory (From The Musical "Cats")

## Composition de la compilation
- The Embrace That Smothers : Cry For The Moon, Facade of Reality et Self Al Din. Ceux-ci figurent déjà sur l'album The Phantom Agony.
- The Phantom Agony.
- Feint et Run For A Fall (morceaux acoustiques)
- Memory.

## Line-up
- Simone Simons -
- Mark Jansen -
- Yves Huts -
- Ad Sluijter -
- Jeroen Simons -
- Coen Janssen -